# Roda Antar
Pour les articles homonymes, voir Antar.
Roda Antar (arabe : رضا عنتر) (né le 12 septembre 1980 à Freetown au Sierra Leone) est un footballeur international libanais évoluant au poste de milieu de terrain dans l'équipe chinoise de Jiangsu Sainty.

## Biographie

### Carrière en club
Milieu de terrain offensif, c'est l'un des meilleurs internationaux Libanais, il évolue au FC Cologne en Bundesliga (sous le numéro 20) aux côtés de son compatriote Youssef Mohamad. Il y tient une place de titulaire indiscutable. Il joue le même rôle au Hambourg SV entre 2001 et 2003 et au SC Fribourg entre 2003 et 2007. En mars 2009, il signe au club chinois de Shandong Luneng Taishan.

### Carrière en sélection
Il a marqué plus d'une vingtaine de buts pour la sélection libanaise, dont il est le capitaine.

## Carrière
- 2001-2003 : Hambourg SV  Allemagne (23 matchs pour 2 buts en championnat sur deux saisons)
- 2003-2007 : SC Fribourg  Allemagne (98 matchs pour 26 buts en championnat sur quatre saisons)
- 2007-mars 2009 : FC Cologne  Allemagne (46 matchs pour 7 buts en championnat sur deux saisons)
- Depuis mars 2009- : Shandong Luneng Taishan  Chine[1]